# Wikiversidad
Wikiversidad (en inglés: Wikiversity) es un proyecto hermano de Wikipedia cuyo objetivo es construir una plataforma educativa, virtual, libre y gratuita, con filosofía wiki y que forme parte de la Fundación Wikimedia. En este proyecto se elaboran materiales y recursos didácticos (que incluyen exámenes, ejercicios de prácticas, estudios de casos, etc.), y se forman grupos de estudio, a diversos niveles educativos. Los materiales creados tienen una licencia Creative Commons de tipo "Atribución-Compartir Igual" para que sean libremente redistribuibles.
En agosto de 2022, Wikiversidad en español tiene más de 2000 páginas de contenido.

## Historia

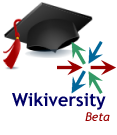
Emblema original de la Wikiversidad.

Alojada inicialmente en Wikilibros, se iniciaron varias versiones en distintas lenguas sin aprobación oficial. En la versión inglesa algunos usuarios propusieron su borrado. Esto aceleró el proceso de discusión para intentar crear un proyecto autónomo de Wikilibros.
Una votación en Meta mostró que la propuesta era apoyada por una mayoría de usuarios. No obstante un grupo significativo de escépticos explicó sus dudas, sus críticas y sus temores. Por ejemplo que los proyectos de Wikimedia, especialmente Wikilibros, no están todavía lo suficientemente desarrollados para acoger algo de esta envergadura. También algunos criticaron que los contenidos de la Wikiversidad se solaparían con los de Wikilibros, así como que la Wikiversidad requeriría un software del que de momento MediaWiki carece y no parecía haber ningún desarrollador dispuesto a implementar esas modificaciones del software.
La Junta decidió no aprobar el proyecto mientras no se modificasen algunos aspectos de la visión propuesta. Tras largas discusiones y con la ayuda de una subcomisión creada por la Fundación para definir de forma más clara las finalidades de esta propuesta, se elaboró una propuesta modificada. Con esta segunda propuesta, Jimmy Wales anunció en la apertura de Wikimanía 2006 que el consejo de administración de la Fundación había aprobado la creación de este proyecto.
Así, el 15 de agosto de 2006 se lanzó el dominio de la versión inglesa, el 24 de agosto el de la versión alemana y el 16 de octubre la Wikiversidad en español recibe dominio propio en http://es.wikiversity.org. Hasta mediados de 2012 se han creado Wikiversidades en 16 idiomas.